# Kantiella
Kantiella is een geslacht van neteldieren uit de familie van de Magapiidae.

## Soorten
- Kantiella enigmatica Bouillon, 1978
- Kantiella prismaticus Xu, Huang & Guo, 2014